# Niittysaari (ö i Lappland, Tunturi-Lappi)
Niittysaari är en ö i Finland. Den ligger i Muonioälven och i kommunen Enontekis i den ekonomiska regionen  Fjäll-Lappland  och landskapet Lappland, i den norra delen av landet, 900 km norr om huvudstaden Helsingfors. Öns area är 1,3 hektar och dess största längd är 260 meter i nord-sydlig riktning.